# Grande Carestia del 1876-1878

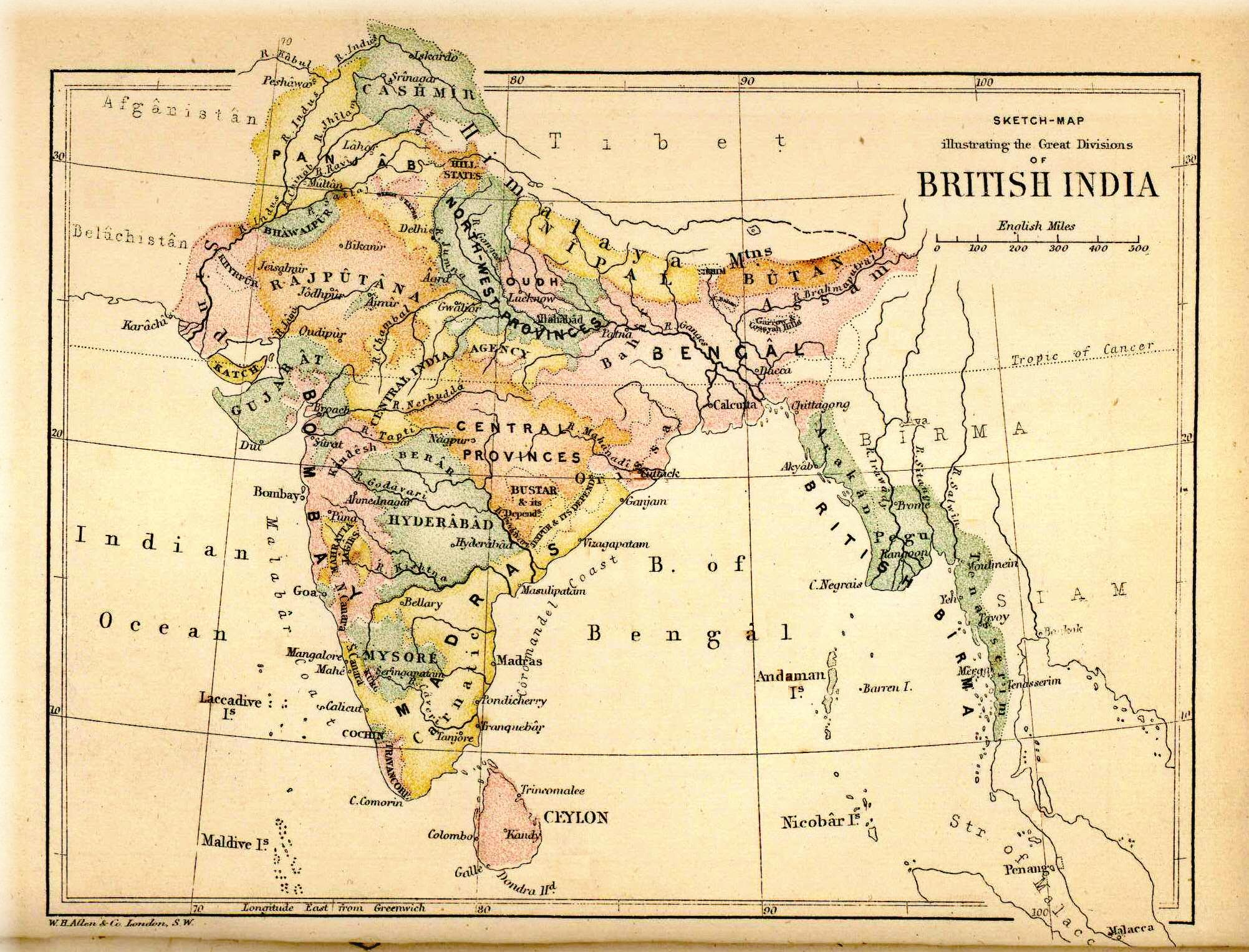
Mappa dell'India britannica (1880) che mostra le differenti province e stati principeschi, inclusi quelli colpiti dalla Grande Carestia del 1876-1878.

La Grande Carestia del 1876–1878 (detta anche Carestia dell'Indie meridionale del 1876–1878 o Carestia di Madras del 1877) fu una carestia che colpì l'India sotto il governo della Corona inglese. Iniziò nel 1876 dopo un'annata agricola particolarmente difficile nelle pianure del Deccan. Essa colpì la parte sud e sudovest dell'India (le presidenze britanniche di Madras e Bombay, principalmente, oltre agli stati principeschi di Mysore e Hyderabad) per due anni. Nel secondo anno di carestia, questa si diffuse anche più a nord, nella regione delle Province Centrali e delle Province nord-occidentali ed in un'area circoscritta del Punjab. La carestia coprì un'area di 670.000 km² e mise in crisi 58.500.000 abitanti della popolazione locale. I morti per questa carestia furono 5.500.000.

## Eventi precedenti

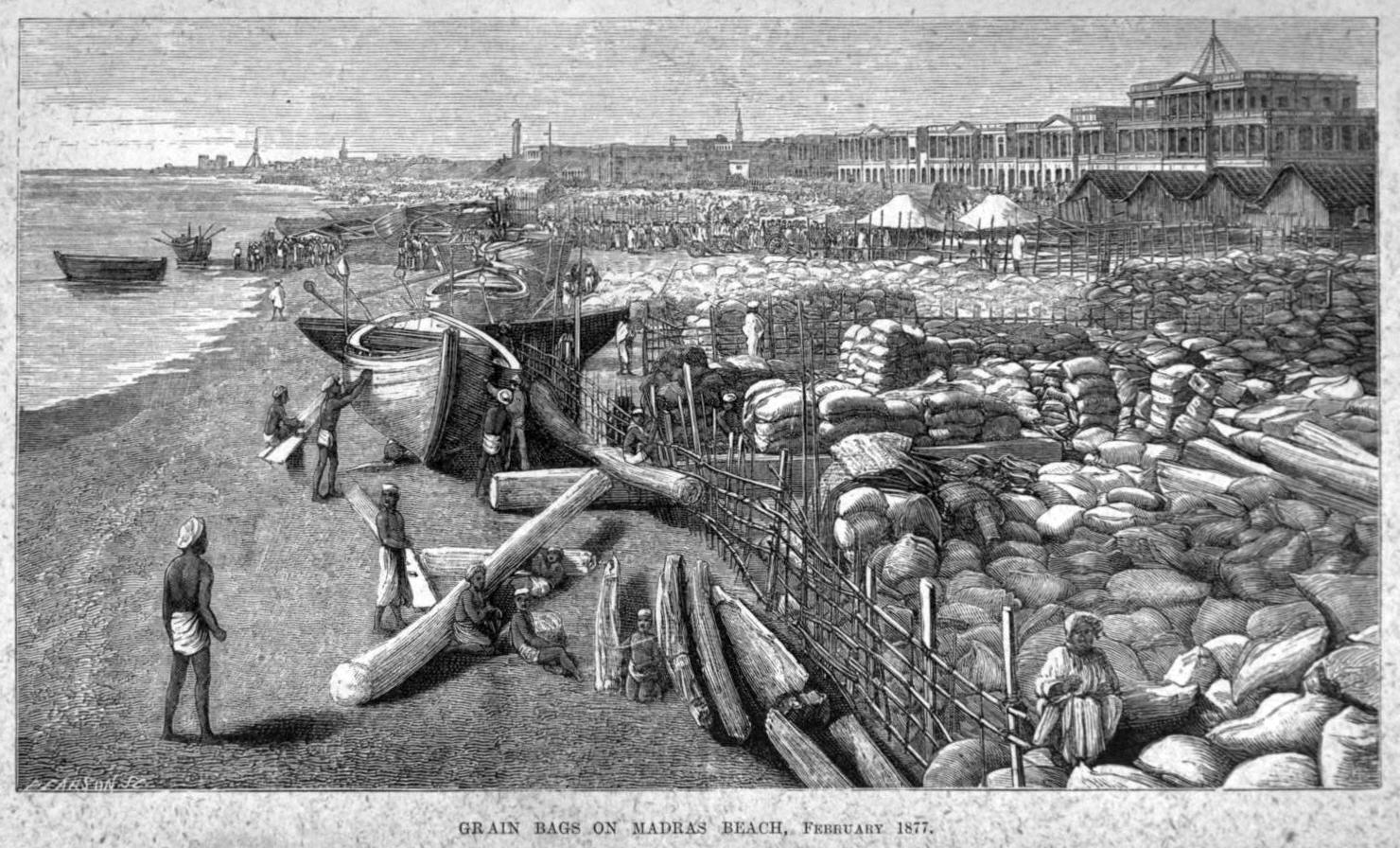
Grano destinato all'importazione, stoccato presso il porto di Madras (febbraio 1877).

In parte, la Grande Carestia fu causata dalle eccessive esportazioni di grano verso l'esterno dell'India e da un'annata non proficua per il fertile altopiano del Deccan. In quello stesso anno altre parti del mondo come la Cina, il Sud America e parti dell'Africa vennero colpite da carestie simili per un'interazione tra El Niño e dipolo oceanico, fatti che portarono tra i 19 ed i 50 milioni di morti nel mondo.
L'esportazione regolare di grano da parte del governo coloniale inglese continuò comunque senza sosta malgrado le difficoltà agricole dell'annata; durante la carestia, il viceré Lord Robert Bulwer-Lytton continuò a supervisionare le esportazioni di grano verso l'Inghilterra che raggiunsero picchi di 320.000 tonnellate, il che rese la regione ancora più vulnerabile alla carestia.
La carestia scoppiò in un periodo particolare nel quale il governo coloniale stava tentando di ridurre le spese pubbliche nel governo dell'India. Già in precedenza, la Carestia del Bihar del 1873-1874 si era potuta contenere solo grazie all'importazione di riso da Burma. Il governo del Bengala ed il suo vicegovernatore, sir Richard Temple, vennero criticati per le eccessive spese in campo assistenziale. Insensibile alle accuse ricevute, nel 1876, Temple, che ora era Commissario per la Carestia del Governo britannico in India, insiste non solo in una politica del laissez faire rispetto al commercio del grano, ma anche sulla restrizione delle razioni.

## Carestia e assistenza

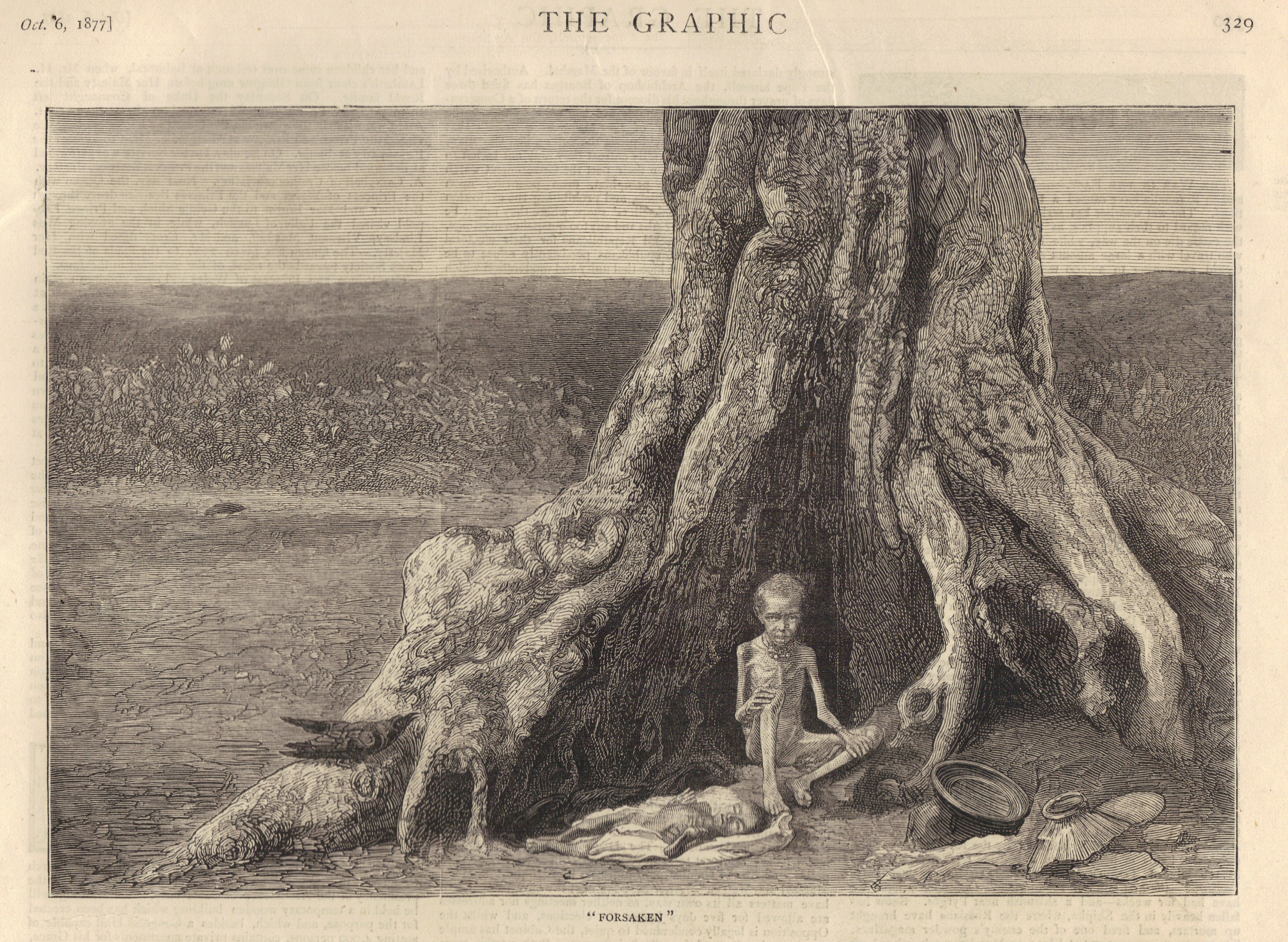
Incisione dal The Graphic, ottobre 1877, che mostra un bambino malnutrito nel distretto di Bellary della presidenza di Madras.

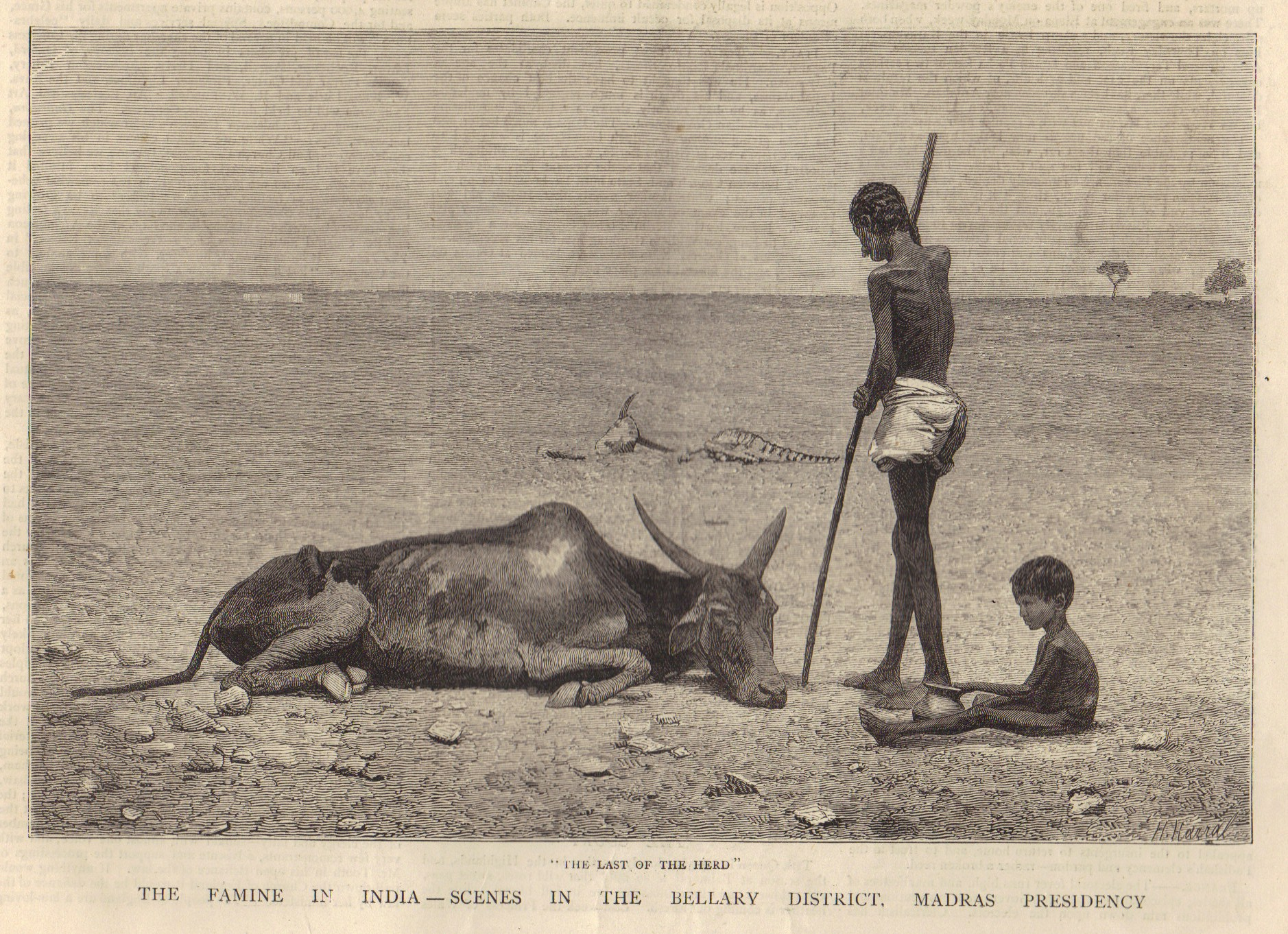
Incisione dal The Graphic, ottobre 1877, che mostra la morte degli animali e di persone nel distretto di Bellary.

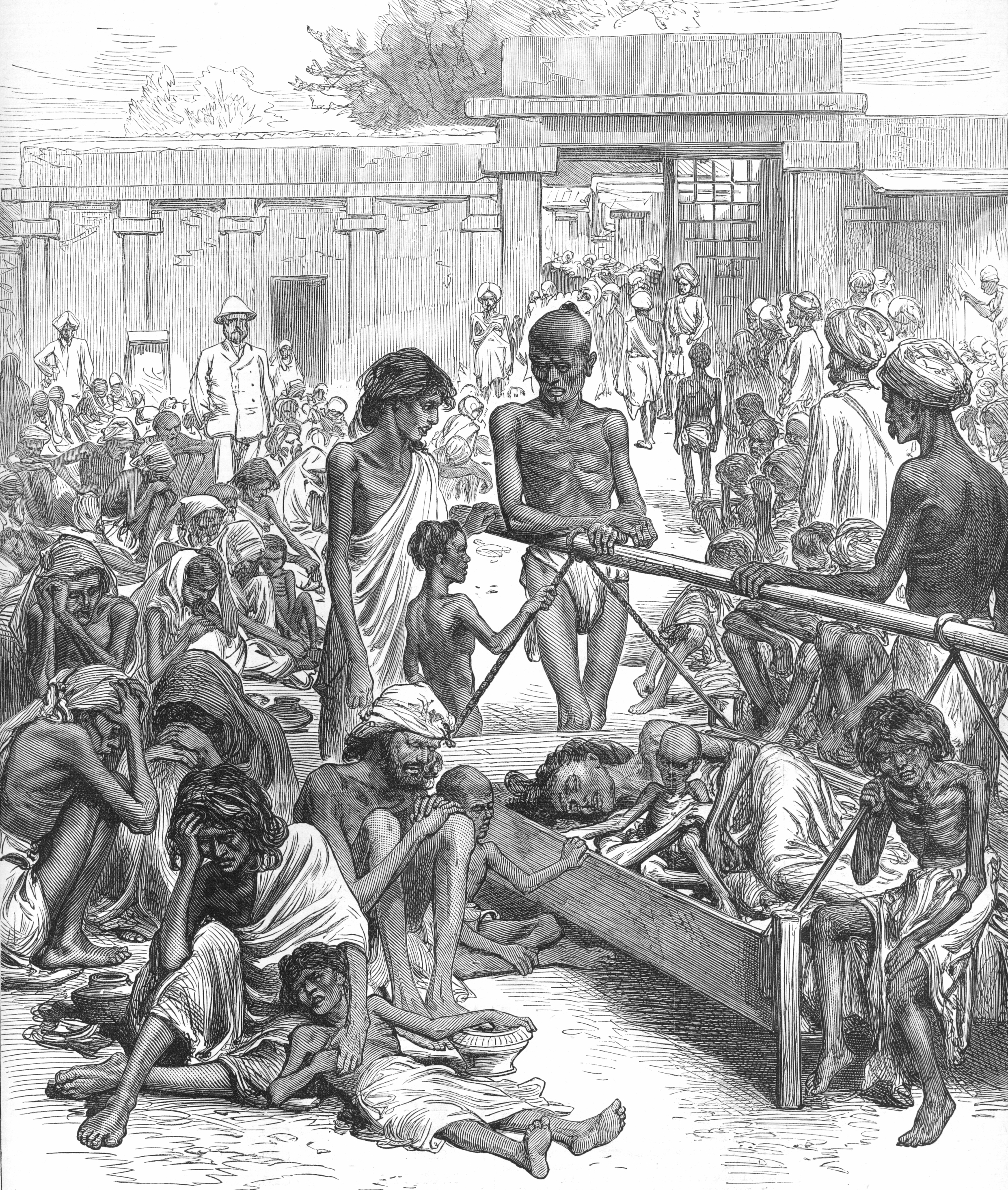
Persone colpite dalla carestia a Bangalore. Dall'Illustrated London News (20 ottobre 1877).

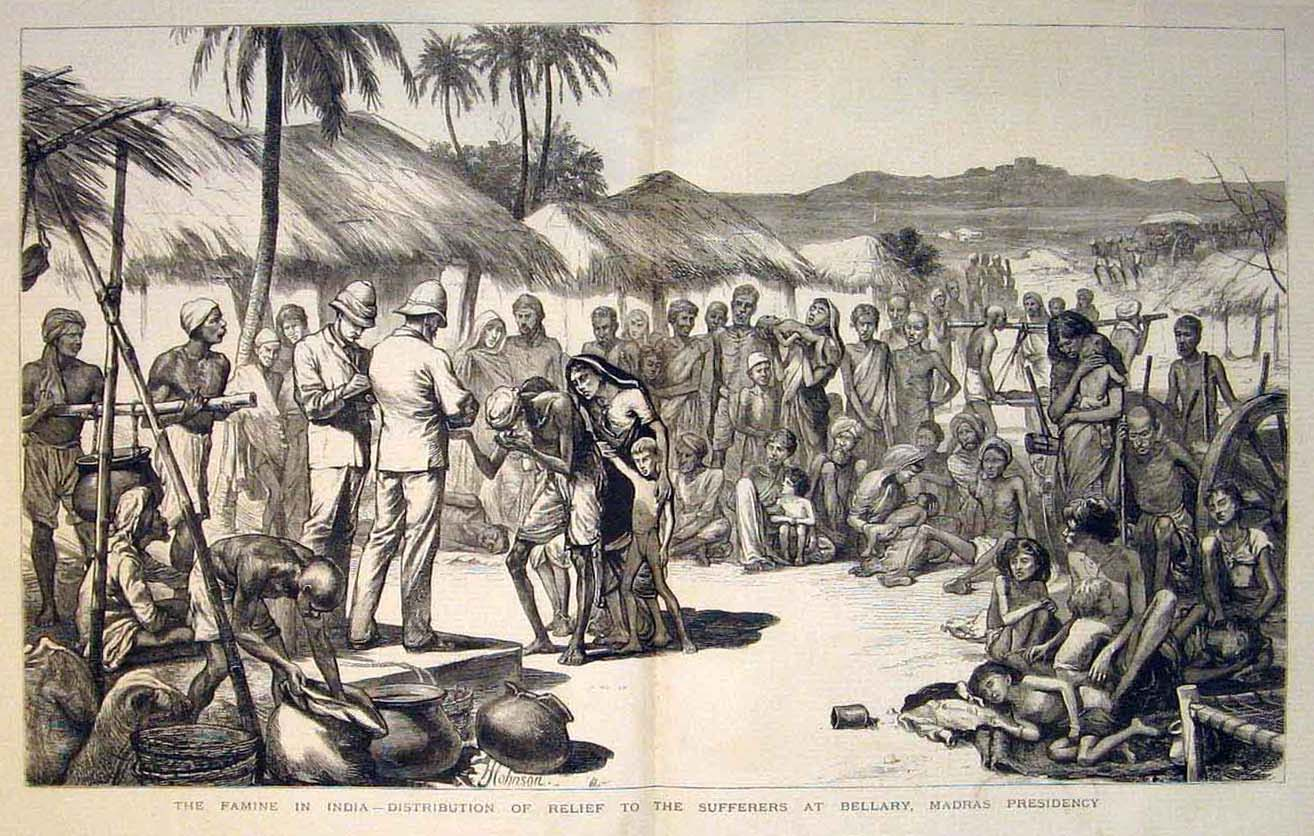
Una stampa d'epoca che mostra la distribuzione dei soccorsi a Bellary, nella presidenza di Madras. Dall'Illustrated London News (1877).

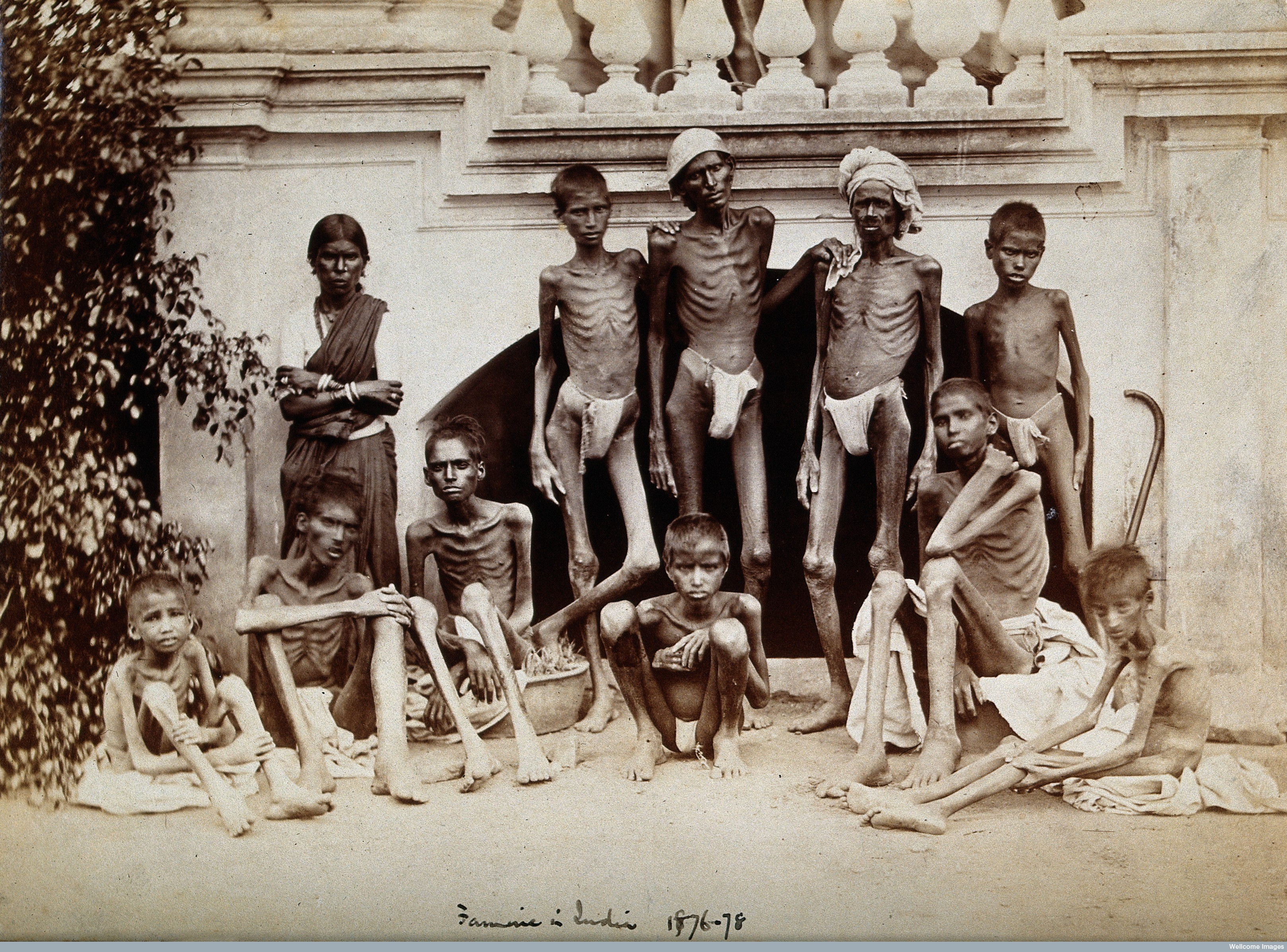
Persone colpite dalla carestia del 1876-1878 a Bangalore.

Nel gennaio del 1877, Temple ridusse le ore di lavoro giornaliere nelle presidenze di Madras e Bombay e iniziò la distribuzione di razioni "di sollievo" che consistevano in 570 grammi di grano più la somma di un anna al giorno per ogni maschio adulto abile al lavoro, mentre poco meno era riservato a donne e bambini che avessero continuato a lavorare, senza riposo.
I metodi adottati da Temple vennero criticati da alcuni ufficiali sul territorio, tra cui William Digby ed il medico William Robert Cornish, commissario per la sanità della presidenza di Madras. Cornish disse che ogni persona necessitava almeno di 680 grammi di grano al giorno, oltre a vegetali e proteine, in particolare per coloro che svolgevano lavori estenuanti. Ad ogni modo Temple continuò a giovarsi dell'appoggio di Lytton, ritenendo che "tutto dovesse subordinarsi alla situazione finanziaria" che necessitava di un esborso minimo.
Nel marzo del 1877 il governo provinciale di Madras incrementò le razioni sulla base delle raccomandazioni espresse da Cronish, passando a 570 grammi di grano e 43 grammi di proteine in forma di daal (legumi). Nel frattempo già molte persone erano morte a causa della carestia. In altre parti dell'India come le Province Unite dove le dosi si erano mantenute basse, la mortalità era incrementata ulteriormente. Nella seconda metà del 1878, un'epidemia di malaria uccise inoltre quanti erano già stati indeboliti dalla malnutrizione.
All'inizio del 1877, Temple proclamò che avrebbe posto entro breve "la carestia sotto controllo" delle autorità. Digby annotò come "una carestia possa difficilmente dirsi sotto controllo quando lascia un quarto della popolazione locale a morire."
Il governo dell'India spese la somma di più di 8.000.000 di rupie per cercare di far fronte alla carestia, oltre ad altre 7.200.000 di rupie che pervennero dagli stati principeschi di Mysore ed Hyderabad. I pagamenti delle tasse dovute vennero posticipati di un anno e l'India beneficiò anche di 8.400.000 rupie provenienti in donazioni dalla Gran Bretagna e dagli altri territori coloniali inglesi.

### La carestia nello stato di Mysore
Due anni prima della carestia del 1876, le forti piogge stagionali avevano distrutto le colture di ragi (un tipo di miglio) nelle aree di Kolar e Bangalore. La scarsità di piogge dell'anno successivo portarono laghi a seccarsi, producendo ugualmente un effetto negativo. Per la carestia persero la vita nello stato 874.000 persone.
Sir Richard Temple venne inviato dal governo inglese in India come commissario speciale a sovrintendere alla distribuzione di generi assistenziali da parte del governo di Mysore. Per fronteggiare la carestia, il regno di Mysore iniziò ad organizzare delle mense pubbliche, offrendo in cambio la propria forza lavoro per la ferrovia Bangalore–Mysore che era in costruzione nel medesimo periodo. Il governo locale permise inoltre un momentaneo ed emergenziale disboscamento delle foreste per estendere le colture.

## Conseguenze
La mortalità per la carestia del 1876-1878 fu di 5.500.000 persone. L'eccessiva mortalità riportata per l'entità della carestia e le questioni direttamente connesse alle esportazioni ed all'assistenza portarono alla costituzione della commissione per la carestia nel 1880 e poi all'adozione dell'Indian Famine Codes per evitare il ripresentarsi dell'emergenza in futuro. Dopo la carestia, un gran numero di agricoltori dell'India meridionale emigrarono nelle colonie inglesi ai tropici per lavorare nelle piantagioni locali.
La Grande Carestia ebbe un notevole impatto però anche sulla politica in India. Tra gli amministratori inglesi in India, alcuni erano infatti stati favorevoli alla politica che vedeva l'India come un granaio da sfruttare per le esigenze della madrepatria, mentre altri si erano preoccupati più attivamente anche delle condizioni della popolazione locale ed in particolare alle misure da adottare per prevenire il ripresentarsi di problematiche simili, o perlomeno l'istituzione di un protocollo d'azione in caso di emergenza (cosa che venne approntata). Meno di un decennio dopo, l'evento della Grande Carestia influenzava ancora i dibattiti dell'Indian National Congress e influenzò un'intera generazione di nazionalisti indiani, tra cui Dadabhai Naoroji e Romesh Chunder Dutt che fecero della carestia sofferta uno dei loro punti di critica del governo del British Raj.
Nel suo libro Late Victorian Holocausts, Mike Davis definì questa carestia un "genocidio coloniale" perpetrato dalla Gran Bretagna. Alcuni, tra cui Niall Ferguson, hanno messo in discussione questo giudizio, mentre altri studiosi come Adam Jones ne sono concordi.